# 宮崎信敏
宮崎 信敏（みやざき　のぶとし、1952年12月 – ）は、日本の防衛官僚。

## 人物
東京都出身。東京都立三田高等学校を経て、東京大学経済学部卒業。

## 略歴
出典:
1997年　調達実施本部契約管理課長
1998年　経理局施設課長
2000年　装備局開発計画課長
2002年　情報本部情報官
2003年　防衛施設庁総務部総務課長
2004年　長官官房文書課長
2006年　内閣府国際平和協力本部事務局次長
2009年　地方協力局次長
2010年　防衛医科大学校副校長（管理担当）
2012年　退官